# Mormon
 Denne artikel omhandler benævnelsen mormon. For største mormontrossamfund, se Jesu Kristi Kirke af Sidste Dages Hellige.
 Der er for få eller ingen kildehenvisninger i denne artikel, hvilket er et problem. Du kan hjælpe ved at angive troværdige kilder til de påstande, som fremføres i artiklen.

En mormon er oftest et øgenavn for medlemmer af Jesu Kristi Kirke af Sidste Dages Hellige, som af mange kaldes Mormonkirken (dette navn accepteres dog ikke af kirken). Navnet kommer af, at Sidste Dages Hellige ud over Bibelen har "Mormons Bog" som et helligt skrift. Betegnelsen mormon bruges især i USA også om andre trossamfund, som også benytter Mormons Bog og kan føre deres historie tilbage til Joseph Smith.
Jesu Kristi Kirke af Sidste Dages Hellige (Strangiter), Fundamentalistiske Jesu Kristi Kirke af Sidste Dages Hellige, Jesu Kristi Kirke (Bickertonitter) og Kristi Kirke med Elias' meddelelse. Kristi Samfunds medlemmer, som udgør det næststørste trossamfund, som udspringer af Mormonismen kaldes ikke mormoner, men kristne. Jesu Kristi Kirke af Sidste Dages Hellige er ubetinget det største af disse trossamfund, og "mormon" bruges i daglig tale om medlemmer af denne kirke trods at de officielt kaldes Sidste Dages Hellige
Medlemmer af Jesu Kristi Kirke af Sidste Dages Hellige betragter betegnelserne "mormon" og "Mormonkirken" som øgenavne, fordi de antyder, at de tilbeder en person ved navn Mormon, hvilket ikke er tilfældet. De foretrækker "Sidste Dages Hellige" og "Jesu Kristi Kirke" hvis man synes det fulde navn er for langt.
Det er dog sjældent, at de bliver fornærmede over at blive kaldt for "mormoner", selvom det kraftigt tilskyndes i trossamfundet at kalde dem ved det rigtige navn. I 2018 gjorde Kirkens præsident, Russel M. Nelson, og resten af kirkens generalautoriteter en indsats for at kirken ikke skulle associeres med "mormon" længere . Dette indebar at mange af kirkens medier fjernede ordet "mormon", blandt andet ændrede kirken dens officielle danske hjemmesides adresse fra www.mormon.dk til jesukristikirke.org
For såkaldte mormoner er det at være en "Sidste Dages Hellig" ikke udtryk for, at de mener, de er mere hellige end andre mennesker, men fordi de kristne anvendte navnet "hellig" om sig selv i Det Nye Testamente, og resten af navnet antyder hvilken tidsperiode der er tale om.

## Navnet Mormon
Mormonerne fik deres navn fra Mormons Bog, som er opkaldt efter den sidste af bogens profeter, fordi han forkortede optegnelserne, som bogens indhold skulle komme fra. I ugebladet Times and Seasons d. 15. maj 1843 blev der givet en uddybende forklaring på, hvad selve ordet "mormon" betyder og som blev krediteret til Joseph Smith. Der stod, at der var nogle, som mente ordet kunne komme fra det græske ord mormo, og at ordet mormon er en sammensætning af det engelske ord more (mere) og det ægyptiske ord mon, som betød godt, derfor skulle mormon betyde mere godt. Der er dog intet, der bakker op om, at mon skulle betyde godt på ægyptisk, og engelsk fandtes ikke på det tidspunkt, Mormons Bog angiveligt foregik. Da historikeren for kirken B. H. Roberts skulle udarbejde Documentary History of the Church, opdagede han gennem Joseph Smith's journaler, at W.W. Phelps var spøgelsesforfatter da teksten blev skrevet, og at forklaringen var Phelps' egne skriverier . Joseph Smith var altså ikke forfatteren til det. Dette blev givet videre til det første presidentskap med en ansøgning om at få det rettet, og med deres tilladelse, blev forklaringen fjernet.

## Kendte mormoner
Hvis de er medlem af et andet trossamfund end Jesu Kristi Kirke af Sidste Dages Hellige, nævnes det.
- Alice Cooper, amerikansk sanger opvokset i Bickertonitkirken
- Alex Boyé, engelsk sanger og sangskriver
- George W. Romney, amerikansk politiker
- Gladys Knight, amerikansk sanger og sangskriver
- Glenn Beck, amerikansk tv-vært
- Herreys, svensk popgruppe
- John Willard Marriott, grundlægger af Marriott hotelkæden
- Mitt Romney, amerikansk politiker
- Stephenie Meyer, amerikansk forfatter
- The Osmonds, amerikansk popgruppe aktiv i 1970'erne.
- Lindsey Stirling, Violinist
- Brandon Flowers, musiker (The Killers)
- Jabari Parker, basketballspiller